# Серов (аэропорт)
Аэропорт Серов — бывший аэропорт местных воздушных линий, расположенный в 7 километрах южнее города Серова. С 2006 года не обслуживает регулярных рейсов.
В 2012 году аэропорт был закрыт. Аэродром Серов исключён из Государственного реестра гражданских аэродромов РФ. По состоянию на 2019 год заброшен.
Аэродром был способен принимать самолёты Ан-28, Ан-2 и все более лёгкие, а также вертолёты всех типов. Имеет две грунтовые взлётно-посадочные полосы длиной 520 и 410 метров.

## История
Аэродром Серов был основан ориентировочно в середине 1930-х годов как аэродром санитарной авиации.
С развитием авиаперевозок по Свердловской области был открыт аэропорт местных воздушных линий, осуществлялись регулярные пассажирские авиаперевозки в пределах Свердловской области. Через Серов проходили рейсы Уктус-Ивдель с промежуточными посадками в других аэропортах.
Эксплуатантом аэродрома являлось ОАО «Второе Свердловское авиапредприятие».
С началом 1990-х годов пассажиропоток очень сильно упал, количество рейсов сократилось в несколько раз. Тем не менее, до 2006 года включительно через Серов проходил регулярный авиарейс Уктус — Ивдель с промежуточными пунктами Алапаевск, Сосьва, Гари, Ликино, Серов, Понил, Североуральск, Пуксинка, Ерёмино, Круторечка, Лопатково, Шанталь (в большинстве аэропортов посадка производилась только при наличии пассажиров).
После отмены регулярных рейсов аэропорт использовался в качестве посадочной площадки для авиации лесоохраны и МЧС.
11 июня 2012 года в 22 часа по местному времени с аэродрома был совершён несанкционированный вылет Ан-2. Самолёт на аэродром не вернулся. Вскоре после авиакатастрофы по результатам проведённой проверки прокуратура была вынуждена закрыть аэропорт.
В 2012 году ОАО «Второе Свердловское авиапредприятие» объявлено банкротом. Аэропорты местных воздушных линий Свердловской области были выставлены на продажу.
С 2013 года аэропортом Серова владеет ОАО «САП 111-Система аэродромных партнерств». За него бизнесмены отдали 11 млн рублей, купив вместе с ним также аэропорт в Сосьве (5 млн рублей). Глава компании Евгений Борисов обещал возобновить пассажирское авиасообщение с северными муниципалитетами области, вдохнув в умирающие авиапорты второе дыхание. Однако пассажирское сообщение в Свердловской области не возобновлено.
По состоянию на 2019 год аэропорт полностью заброшен, в здании выбиты стёкла.